# Adam Ostolski
Adam Edward Ostolski (ur. 7 listopada 1978 w Barlinku) – polski socjolog, publicysta i tłumacz, w latach 2013–2016 jeden z dwojga przewodniczących Partii Zieloni.

## Życiorys
Pochodzi z Myśliborza na Pomorzu Zachodnim. Absolwent Międzywydziałowych Indywidualnych Studiów Humanistycznych na Uniwersytecie Warszawskim (filozofia i socjologia). W 2011 w Instytucie Socjologii UW uzyskał stopień doktora nauk humanistycznych w zakresie socjologii na podstawie pracy pt. Trauma i pamięć publiczna. Spuścizna II wojny światowej w pamięci zbiorowej współczesnej Polski. W 2009–2013 był pracownikiem Instytutu Medycyny Społecznej Warszawskiego Uniwersytetu Medycznego, od 2013 pracuje jako adiunkt na Wydziale Socjologii UW. Prowadził również wykłady i badania na Uniwersytecie Friedricha Schillera w Jenie (2022) i w Centre Français de Recherche en Sciences Sociales w Pradze (2023). W 2019–2023 członek zarządu Polskiego Towarzystwa Genderowego, w 2021-2024 skarbnik w Polskim Towarzystwie Socjologicznym. W lipcu 2024 Minister Nauki powołał go w skład Rady Narodowego Programu Rozwoju Humanistyki na kadencję 2024-2028.
W kilku swoich tekstach doszukiwał się strukturalnych podobieństw polskiej homofobii i antysemityzmu. Reprezentuje perspektywę teorii krytycznej, łączącej badania naukowe z zaangażowaniem w przemianę społeczeństwa. Deklaruje się jako socjalista.
Tłumaczył książki i artykuły, m.in. Giorgia Agambena, Juliena Bendy, Seyli Benhabib, Judith Butler, Donny Haraway i Eve Kosofsky Sedgwick. Członek zespołu „Krytyki Politycznej” od początku istnienia pisma. Od 2015 członek redakcji „Green European Journal”. Publikował m.in. w „Res Publice Nowej”, „Odrze” i „Więzi”, był także felietonistą tygodnika „Przekrój”.
W 2005–2019 członek Partii Zieloni. Kandydował bez powodzenia do rady m.st. Warszawy w wyborach samorządowych w 2006. Był przewodniczącym koła warszawskiego partii, a następnie kierował jej zespołem programowym. Od 2009 do 2013 był współredaktorem naczelnym związanego z partią pisma „Zielone Wiadomości”. W 2013–2016 jeden z dwojga przewodniczących Partii Zieloni. W wyborach w 2015 jako przedstawiciel Partii Zieloni otworzył listę wyborczą Zjednoczonej Lewicy do Sejmu w okręgu szczecińskim. W lutym 2019, po ogłoszeniu przez Partię Zieloni decyzji o przystąpieniu do koalicji z Platformą Obywatelską, opuścił szeregi partii.
20 września 2017 zawarł związek małżeński z wieloletnim partnerem Bartłomiejem Kozkiem w Edynburgu.

## Publikacje
Książki
- Adam Ostolski (red.), Kościół, państwo i polityka płci, Warszawa 2010, ISBN 978-83-61340-60-7.
- Adam Ostolski (red.), Gra o Europę, Warszawa 2013, ISBN 978-83-936734-0-7.
- Oskar Negt, Adam Ostolski, Tom Kehrbaum, Christine Zeuner, Stimmen für Europa, Göttingen 2015, ISBN 978-3-86930-759-6.
- Krzysztof Wodiczko, Adam Ostolski, Wodiczko. Socjoestetyka, Warszawa 2015, ISBN 978-83-65369-00-0.

Przekłady książkowe
- Immanuel Wallerstein, Europejski uniwersalizm. Retoryka władzy, Warszawa 2007, ISBN 978-83-7383-266-4.
- Étienne Balibar, Filozofia Marksa (współtłum.), Warszawa 2007, ISBN 978-83-88353-17-8.
- Szemu’el Noach Eisenstadt, Utopia i nowoczesność. Porównawcza analiza cywilizacji, Warszawa 2009, ISBN 978-83-7459-085-3.
- Judith Butler, Walczące słowa. Mowa nienawiści i polityka performatywu, Warszawa 2010, ISBN 978-83-61006-96-1.